# A todo tren. Destino Asturias
A todo tren. Destino Asturias es una película española cómica de 2021 dirigida por Santiago Segura. Es una película familiar que surge del éxito en taquilla de Padre no hay más que uno (2019) y su secuela Padre no hay más que uno 2 (2020).
La película está protagonizada por Santiago Segura y Leo Harlem como el padre de uno de los niños y el abuelo de otros dos, respectivamente, encargados por un grupo de padres de llevar a sus hijos a un campamento de verano. Junto a ellos, completan el reparto los niños Luna Fulgencio, Sirena Segura, Alan Miranda, Eneko Otero, Javier García y Verónica López Entre los adultos están Diego Arroba («El Cejas»), Florentino Fernández, Joaquín Reyes y David Guapo.
La película fue rodada en varias localizaciones de Madrid, Asturias y Toledo entre enero y marzo de 2021.

## Sinopsis
Cuando Ricardo (Santiago Segura) decide llevar a su hijo a un campamento en Asturias en un tren nocturno, algunos padres proponen que sea él quien lleve a varios de sus hijos. Sin embargo, no cuentan con que en el último minuto le acompañe Felipe (Leo Harlem), abuelo de dos de los niños, un tipo extravagante e irresponsable. Cuando el tren arranca sin Ricardo ni Felipe, pero con los niños solos dentro, comenzará una disparatada persecución para alcanzar al tren, y un alocado viaje por parte de los niños donde harán todas las travesuras que no se atrevían a hacer delante de los mayores y serán acosados por un revisor muy gruñón.

## Reparto
- Santiago Segura como Ricardo.
- Leo Harlem como Felipe.
- Diego Arroba como Unai.
- David Guapo como Arturo.
- Eva Isanta como Raquel.
- Paz Padilla como Susana.
- Cristina Pedroche como Pasajera Tren.
- Goizalde Nuñez como Señora Estación.
- Martita de Graná como Madre de Fernandito.
- Cristina Ramos como Madre de Cris.
- Mago More como Padre de Cris.
- Alberto Casado como Camarero Tren.
- Paco Collado como Revisor Tren.
- Jorge Sanz como Pasajero Tren.
- Daniela Blume como Pasajera Tren.
- Sara Sálamo como Chica Hippie.
- Wilbur como Chico Hippie.
- Roberto Freire como Gasolinero.
- Marta González de Vega como Guardia Civil.
- Javier Losán como Guardia Civil.
- Itziar Castro como Granjera asturiana.
- Eduardo Antuña como Manolo, granjero asturiano.
- Luis Carlos "Bigotes" como Ayudante de Dirección.
- Álvaro Tortosa "Dientes" como Ayudante de Producción.
- Alan miranda como Marcos

#### Con la colaboración especial de
- Florentino Fernández como Lucas Ferraro Esparza.
- Joaquín Reyes como Ramón.

#### Con las apariciones amiguetiles de
- Antonio Resines como Actor.
- Josema Yuste como Director.

#### y la excepcional presencia de
- Paz Vega como Clara.

#### Los niños
- Alan Miranda como Marcos.
- Eneko Otero como Nacho.
- Luna Fulgencio como Lara.
- Javier García como Fernandito.
- Sirena Segura Amaro como Diana.
- Verónica López como Cris.

## Estreno
La película se estrenó el día 8 de julio de 2021 en 359 cines. Fue lanzada en DVD y Blu-ray el 12 de noviembre de 2021 y en streaming en HBO Max como una película original.

## Producción
La película comenzó el rodaje el 25 de enero de 2021 durante las comunidades autónomas de Madrid, Castilla-La Mancha y Principado de Asturias y anunció estreno para el 9 de julio, pero se cambió al 8 de julio.

### Recaudación
A todo tren. Destino Asturias consiguió 205 000 € el jueves y 1,1€ millones durante el fin de semana, para un total de 1.3€ millones. A cuatro semanas de su estreno en las salas españolas, llevaba acumulada una recaudación de 5 267 000 €, convirtiéndose en la película española más taquillera del año.

## Secuela
A todo tren 2. Sí, les ha pasado otra vez se estrenó el 2 de diciembre de 2022. Dirigida por Inés de León, que recoge el testigo a Santiago Segura, y con casi el mismo reparto principal.